# つきみ野
つきみ野（つきみの）は、神奈川県大和市の町名。現行行政地名はつきみ野一丁目からつきみ野八丁目。住居表示は、全域で未実施。

## 地理

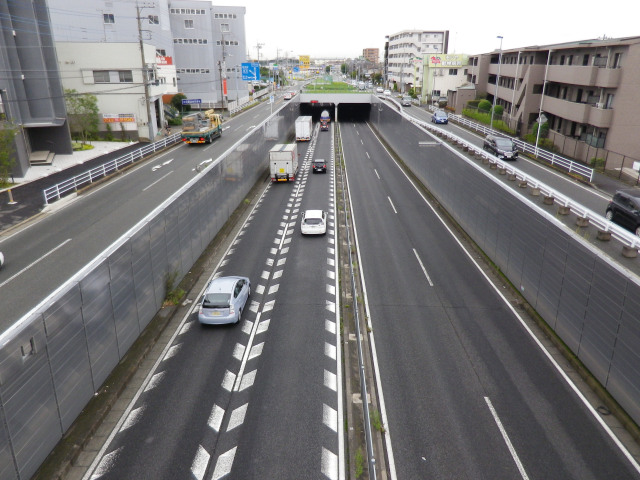
国道16号 大和バイパス

大和市北部に位置する。全域が東急電鉄による多摩田園都市の一環として開発された住宅街となっており、地域の中央に東急田園都市線つきみ野駅がある。また、三丁目に大和市立つきみ野中学校、神奈川県立大和高等学校がある。地域の東側を国道16号大和バイパスが通っている。
東・南は下鶴間、西は中央林間、北は相模原市南区上鶴間と接している。

### 地価
住宅地の地価は、2023年1月1日の公示地価によれば、つきみ野4丁目4番8の地点で24万8000円/m2、つきみ野8丁目10番30の地点で19万9000円/m2となっている。

## 歴史

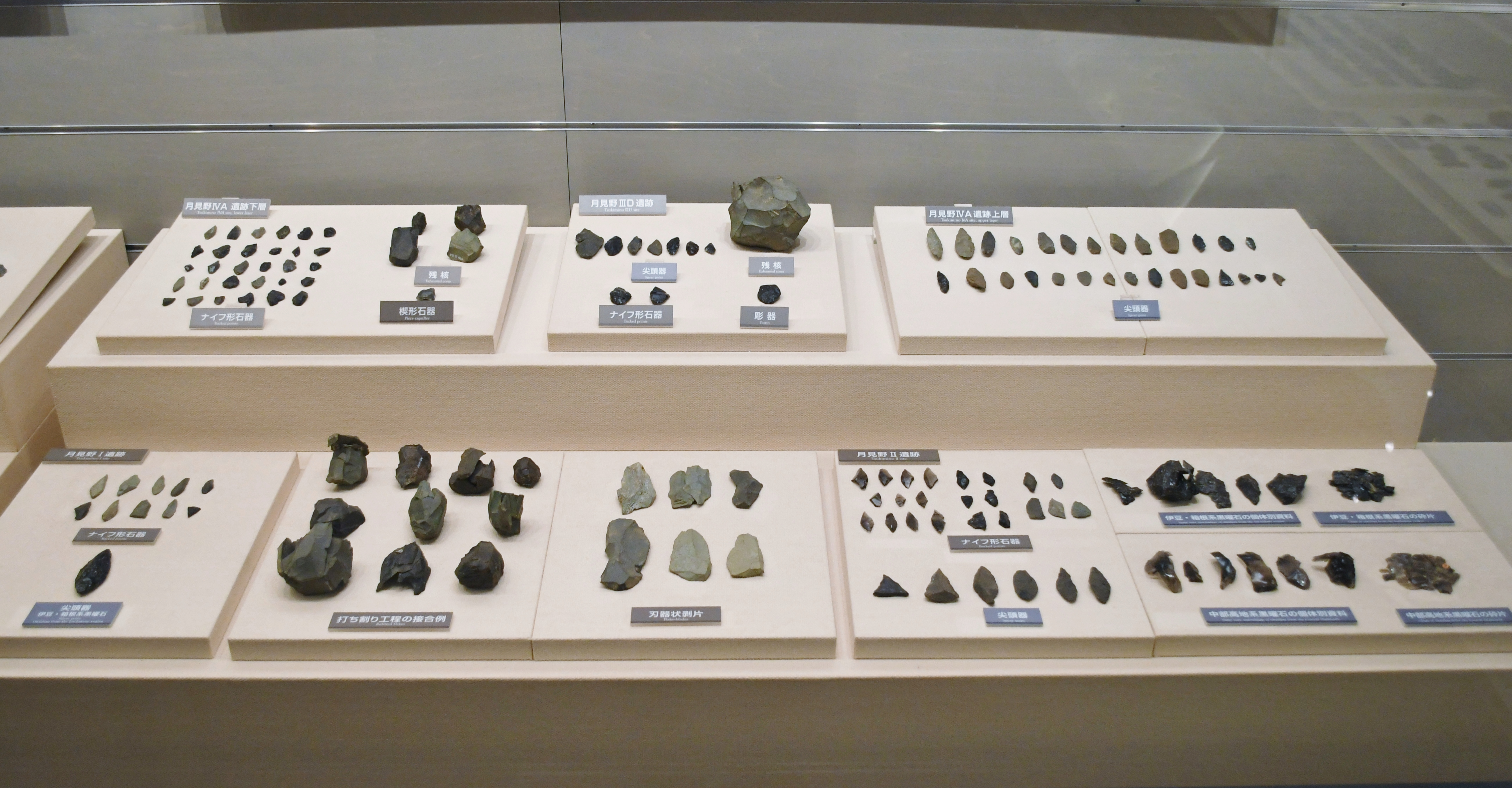
月見野遺跡群出土品（明治大学博物館展示）

当地周辺は鎌倉時代より東海道の脇街道の小宿場町として「下鶴間村」という名前のあった歴史ある地であり、現在のつきみ野付近は下鶴間の田園地帯の一部であった。また、旧石器時代の石器や遺構が多く発見されている地域でもあり、1967年（昭和42年）頃、東急がつきみ野の開発を行った際には造成地から旧石器時代の18の遺跡が発掘され、これらは当時の旧石器時代観を大きく転換させる遺跡群であった。これらの遺跡群は東急の開発に因み、将来この地域が「月見野」と呼ばれる予定であったため、「月見野遺跡群」と命名された。遺跡の発掘物や下鶴間村の歴史資料、その明治時代の農家の再現を「つる舞の里歴史資料館」にて見られる。

### 地名の由来
1965年（昭和40年）7月から東京急行電鉄による宅地造成工事が大和市北部第1地区として着手され、5年後に完成した新しい町名として周辺に咲き誇っていた月見草に因んで土地区画整理組合により「つきみ野」と名付けられた。

### 沿革
- 1970年（昭和45年）2月1日 下鶴間の一部より、つきみ野一丁目〜八丁目を新設[5]。
- 1971年（昭和46年） 大和市立つきみ野中学校開校。
- 1976年（昭和51年）10月15日 東急田園都市線の延伸により、つきみ野駅開業。

### 町名の変遷
| 実施後         | 実施年月日   | 実施前 |
| -------------- | ------------ | ------ |
| つきみ野一丁目 | 1970年2月1日 | 下鶴間 |
| つきみ野二丁目 | 1970年2月1日 | 下鶴間 |
| つきみ野三丁目 | 1970年2月1日 | 下鶴間 |
| つきみ野四丁目 | 1970年2月1日 | 下鶴間 |
| つきみ野五丁目 | 1970年2月1日 | 下鶴間 |
| つきみ野六丁目 | 1970年2月1日 | 下鶴間 |
| つきみ野七丁目 | 1970年2月1日 | 下鶴間 |
| つきみ野八丁目 | 1970年2月1日 | 下鶴間 |

## 世帯数と人口
2021年10月1日現在（大和市発表）の世帯数と人口は以下の通りである。
| 丁目           | 世帯数    | 人口     |
| -------------- | --------- | -------- |
| つきみ野一丁目 | 1,633世帯 | 4,187人  |
| つきみ野二丁目 | 415世帯   | 1,009人  |
| つきみ野三丁目 | 632世帯   | 1,571人  |
| つきみ野四丁目 | 527世帯   | 1,150人  |
| つきみ野五丁目 | 665世帯   | 1,599人  |
| つきみ野六丁目 | 426世帯   | 1,088人  |
| つきみ野七丁目 | 374世帯   | 874人    |
| つきみ野八丁目 | 556世帯   | 1,298人  |
| 計             | 5,228世帯 | 12,776人 |

### 人口の変遷
国勢調査による人口の推移。
| 年                 | 人口   |
| ------------------ | ------ |
| 1995年（平成7年）  | 10,721 |
| 2000年（平成12年） | 11,230 |
| 2005年（平成17年） | 11,661 |
| 2010年（平成22年） | 11,559 |
| 2015年（平成27年） | 12,021 |
| 2020年（令和2年）  | 11,747 |

### 世帯数の変遷
国勢調査による世帯数の推移。
| 年                 | 人口  |
| ------------------ | ----- |
| 1995年（平成7年）  | 3,506 |
| 2000年（平成12年） | 3,885 |
| 2005年（平成17年） | 4,201 |
| 2010年（平成22年） | 4,323 |
| 2015年（平成27年） | 4,682 |
| 2020年（令和2年）  | 4,772 |

## 学区
市立小・中学校に通う場合、学区は以下の通りとなる。
| 丁目           | 番地 | 小学校                 | 中学校                 |
| -------------- | ---- | ---------------------- | ---------------------- |
| つきみ野一丁目 | 全域 | 大和市立北大和小学校   | 大和市立つきみ野中学校 |
| つきみ野二丁目 | 全域 | 大和市立北大和小学校   | 大和市立つきみ野中学校 |
| つきみ野三丁目 | 全域 | 大和市立北大和小学校   | 大和市立つきみ野中学校 |
| つきみ野四丁目 | 全域 | 大和市立北大和小学校   | 大和市立つきみ野中学校 |
| つきみ野五丁目 | 全域 | 大和市立北大和小学校   | 大和市立つきみ野中学校 |
| つきみ野六丁目 | 全域 | 大和市立中央林間小学校 | 大和市立つきみ野中学校 |
| つきみ野七丁目 | 全域 | 大和市立中央林間小学校 | 大和市立つきみ野中学校 |
| つきみ野八丁目 | 全域 | 大和市立中央林間小学校 | 大和市立つきみ野中学校 |

## 事業所
2021年現在の経済センサス調査による事業所数と従業員数は以下の通りである。
| 丁目           | 事業所数  | 従業員数 |
| -------------- | --------- | -------- |
| つきみ野一丁目 | 38事業所  | 456人    |
| つきみ野二丁目 | 27事業所  | 509人    |
| つきみ野三丁目 | 19事業所  | 163人    |
| つきみ野四丁目 | 47事業所  | 482人    |
| つきみ野五丁目 | 37事業所  | 283人    |
| つきみ野六丁目 | 15事業所  | 175人    |
| つきみ野七丁目 | 11事業所  | 126人    |
| つきみ野八丁目 | 8事業所   | 28人     |
| 計             | 202事業所 | 2,222人  |

### 事業者数の変遷
経済センサスによる事業所数の推移。
| 年                 | 事業者数 |
| ------------------ | -------- |
| 2016年（平成28年） | 264      |
| 2021年（令和3年）  | 202      |

### 従業員数の変遷
経済センサスによる従業員数の推移。
| 年                 | 従業員数 |
| ------------------ | -------- |
| 2016年（平成28年） | 2,541    |
| 2021年（令和3年）  | 2,222    |

## 施設
- 東急電鉄田園都市線つきみ野駅
- 大和市立つきみ野中学校
- 神奈川県立大和高等学校
- 大和市つる舞の里歴史資料館
- 大和つきみ野郵便局
- 東急ストアフードステーションつきみ野店
- イオンスタイルつきみ野
- 横浜信用金庫 つきみ野支店

## その他

### 日本郵便
- 郵便番号：242-0002[3]（集配局：大和郵便局[18]）

## 参考資料
- 宮田道一『東急の駅 今昔･昭和の面影』JTBパブリッシング、2008年8月。ISBN 9784533071669。